# John Edward Clancy
John Edward Clancy (* 6. November 1946) ist ein australischer Badmintonspieler.

## Karriere
John Clancy nahm 1974 an den British Commonwealth Games teil. Dort unterlag er im Mixed in der zweiten Runde und im Doppel in der ersten Runde. Im Einzel konnte er sein Auftaktmatch aufgrund deiner Verletzung nicht bestreiten. 1975 startete er in der Whyte Trophy. 1974, 1975 und 1976 siegte er bei den Victoria International.